# Каратель (персонаж)
Каратель (англ. Punisher, справжнє ім'я — Френсіс «Френк» Касл) — вигаданий персонаж, антигерой з коміксів американського видавництва Marvel Comics, створений письменником Джеррі Конвеєм і художниками Джоном Ромітою-старшим і Россом Ендрю. Вперше з'явився у The Amazing Spider-Man #129 в лютому 1974 року, як супротивник Людини-Павука. Згодом отримав власну лінійку коміксів і на сьогодні є одним із найпопулярніших образів антигероя та месника у поп-культурі.

## Історія створення
На ранніх етапах персонажа планувалося створити лиходієм — найманцем та убивцею із професійним військовим минулим, та дати йому ім’я “Похмурий Жнець” (англ. — The Grim Reaper), або ”Кат“ (англ. — The Executioner), втім Стен Лі запропонував перейменувати персонажа на Карателя (англ. — The Punisher). Саме під цим ім’ям Френк Касл з’явився у The Amazing Spider-Man #129 у лютому 1974 року.
Символ Карателя — величезний череп на бронежилеті — спочатку був нагрудною позначкою, але один із редакторів запропонував перенести його на весь торс. Згодом сам Касл пояснював це тактичною необхідністю, адже білий череп відволікає супротивників від голови.

## Про персонажа
Історії про походження Френка Касла зазвичай слідують одному маршруту. Він — колишній професійний військовий, чию сім’ю було вбито під час розборок мафіозних кланів у Центральному парку Нью-Йорка. В оригінальній історії це зробили гангстери із родини Коста. Через вплив банди на поліцію та  судові органи ніхто не потрапив за грати. Саме тоді Френк, який до цього був патріотом своєї країни та свято вірив у законне правосуддя, вирішує, що найкращий спосіб покарати злочинців — зробити це самостійно. Тож намалювавши на своєму бронежилеті білий череп, він починає війну проти всіх злочинців, щоб більше ніхто не проходив через той біль, через який довелося проти самому Френку.
У лінійці «Каратель МАКС», яка вийшла за авторством Гарта Енніса взагалі не уточнюється, хто саме винен у смерті дружини та дітей Карателя. У першому випуску Каратель згадує якогось невідомого старого. У даній лінійці Френк займається винищуванням злочинності понад 30 років, тож недивно, що він вже давно не пам’ятає, через кого став на дорогу війни.
У міні-серії «Народження» розповідається, що Френк, ще воюючи у В’єтнамі, уклав угоду із духом війни, але мав заплатити за це певну ціну, якою згодом стане загибель його родини. Варто зазначити, що містики у даній історії немає — вона швидше нагадує внутрішній монолог та ілюструє проблеми із психікою у солдатів, які знаходяться у зоні бойових дій.

## Характер
Каратель зазвичай зображується, як жорстокий, абсолютно безжальний до злочинців та подекуди навіть безпринципний чоловік. Він без зайвих вагань розправляється з будь-яким представником злочинного світу, і часто робить це зі звірячою жорстокістю. Навіть інформатори, які часто ризикують життям заради цікавості Касла, закінчують погано, якщо Каратель вирішить, що вони більше йому не потрібні. Як правило, Френк — одинак, і не заводить нових знайомств. Втім, у різний час у нього були напарники, найвідоміший з яких — Девід Ліберман на прізвисько Мікрочип. У серії МАКС Ліберман гине під час перестрілки із гангстерами.

## Відносини із іншими супергероями
Методи Карателя зазвичай осуджуються іншими супергероями на кшталт Людини-Павука. Якщо супергерої намагаються щонайбільше калічити злочинців, щоб потім відправити їх за грати, щоб там вони могли виправитися, то Каратель просто убиває всіх злочинців без розбору. Саме через це йому доводилося протистояти Шибайголові, Людині-павуку, Росомасі та навіть Месникам. Варто зазначити, що у більшості коміксів, де Френк Касл виступає другорядним персонажем, він визначається як антагоніст, з яким мусять рахуватися.

## Вороги Карателя
Найпершим і найбільшим ворогом вігіланта, як було сказано, є злочинний світ. З коміксів відомо, що Френк протистояв терористам, маніякам, а також представникам ірландської, російської та італійської мафії, якудзі, китайським тріадам, байкерам, ярді, работорговцям, військовим злочинцям та майже всім відомим на сьогодні злочинним угрупованням.
З-поміж сотень убитих Карателем ворогів, виділяються декілька особливо помітних.
Біллі Руссо  — колишній найманий убивця мафії, якому при першій зустрічі Каратель понівечив обличчя, від чого його прізвисько "Красунчик" набуло відтінку жорстокої іронії. Єдиний персонаж, який майже завжди виходить живим із сутичок із Френком.
Баракуда — ще один найманий убивця. Маніяк, що отримує від війни та насильства справжнє задоволення. Відомо, що він бісексуал та канібал. Визначною рисою персонажа є його велетенський розмір та постійна безумна усмішка.
Бушвокер — найманець із кібернетичним протезом, який він може переналаштувати на деякі типи зброї.
Фінн Кулі — терорист з ІРА, із сильно понівеченим обличчям. Після вибуху шкіра не змогла прижитися до черепа, тому він має носити пластикову маску, під якою видно всі його лицьові м'язи.
Віра Костянтин — росіянка за походженням. Голова організації работорговців у Нью-Йорку.
Генерал Крігкопф — колишній генерал армії США.
Ніколас Кавелла — гангстер та найманий убивця. Абсолютно безпринципний садист, втім перед смертю постає як вкрай жалюгідна людина.
Піттсі, Інк та Тереза — люди Кавелли
Вілсон Фіск — "великий бос" кримінального світу Нью-Йорка. Зазвичай живий. У сюжеті від Джейсона Аарона гине через багаточисленні ушкодження під час двобою з Карателем.
Вілсон Беттел — корумпований агент ЦРУ, який хоче мати Карателя у ролі свого найманця.
Девід Ліберман — колишній союзник Карателя, який перейшов на бік ЦРУ, щоб допомогти упіймати месника.
Меноніт — найманий убивця і при цьому набожний християнин, через що принципово не використовує вогнепальну зброю.
Крім цього, Каратель протистояв і відомим лиходіям Marvel: Міченому, Електрі, Барону Земо, Доктору Думу, Веному та іншим.

## Союзники Карателя
Незважаючи на те, що Френк — одинак, час від часу у нього були компаньйони. Найвідоміші з них:
Мартін Соуп — детектив поліції Нью-Йорка.
Моллі фон Ріхтофен — детектив поліції Нью-Йорка, напарниця Мартіна Соупа.
Генрі Руссо — хакер, син Паззла - заклятого ворога Карателя.
Рейчел Коул — колишня полісмен.
Кетрін О'Брайєн — закохана у Френка співробітниця ЦРУ.
Девід Лайнус Ліберман (Мікрочип) — найвідоміший союзник Карателя, пізніше став його ворогом.
Валерій Степанович (з'являється у арці "Каратель: Радянський") — колишній солдат армії СРСР, ветеран війни в Афганістані. Теж месник, але повна протилежність Френку - балакучий та веселий.
Із супергероїв найчастіше шляхи Френка перетинаються із Шибайголовою, Людиною-Павуком, Ніком Ф'юрі та Чорною Вдовою.

## У медіапросторі

### Мультиплікація
Дебют Карателя на екрані відбувся у 2-му сезоні мультсеріалу «Людина-павук» 1994 року. Там він представлений, як народний месник, який вважає, що Людина-павук, який мутує і пересувається по місту із шістьма руками, є небезпечним для громадян. Пізніше об'єднується із Крейвеном-мисливцем та допомагає Павуку вилікуватися.
Окрім іншого, Френк Касл — головний герой у повнометражних аніме-мультфільмах «Секретні матеріали Месників: Чорна Вдова та Каратель» а також «Месники: Повстання Техновора».

### Кіно
Про персонажа знято 3 повнометражні фільми: 1989-го, 2004-го та 2008-го років. Сюжетно між собою вони ніяк не пов’язані.
У першій екранізації Карателя на екрані втілив Дольф Лундгрен. Там Френк Касл — швидше міська легенда, яка наводить жах на злочинців та громадян. Збіг обставин вимушує Френка діяти разом із кримінальним авторитетом, щоб завадити жорстокій жінці-якудза взяти місто під контроль. Задля реалізму у персонажа немає фірмової футболки із черепом. Замість цього череп використано у якості оздоблення ножів, якими Каратель вбиває злочинців. Фільм не мав великого успіху у глядачів і загубився на тлі популярних тоді бойовиків на кшталт «Командо» або «Рембо».
Наступним виконавцем ролі антигероя став Томас Джейн. Другий фільм став режисерським дебютом голлівудського сценариста Джонатана Хенслі. Він побачив світ у 2004-му і мав стати першою частиною трилогії. Там увагу сконцентровано на становленні персонажа. Тут дещо змінена біографія Френка. Він — оперативник ФБР, який працює під прикриттям. Через нещасний випадок гине син відомого кримінального боса Говарда Сейнта (роль виконав Джон Траволта, а сам персонаж був вигаданий спеціально для фільму), і той звинувачує у цьому Касла. У якості помсти за сина, кримінальне подружжя посилає найманців, які убивають всю родину Френка та Марії, які відпочивають у батьків. Сам Френк отримує важкі поранення, але виживає завдяки допомозі місцевого відлюдника. Через кілька місяців він приступає до поступового знищення бізнесу та родини авторитета. Футболку із черепом тут Френку дарує син, і саме вшановуючи пам’ять загиблої сім’ї, Френк починає постійно її носити. Через погані касові збори рішення про трилогію було відхилено.
У фільмі 2008-го року, який вийшов із назвою «Каратель: Територія війни» Френка Касла уособив Рей Стівенсон. Тут персонаж винищує злочинність вже 7 років. Над містом нависає нова загроза – понівечений психопат Біллі Русотті та його неврівноважений брат намагаються захопити контроль над всіма злочинними угрупуваннями та знищити Карателя. Стрічка багата на посилання до оригінальних коміксів. Нижче вказані деякі із них:
Біллі Русотті\Паззл — посилання на убивцю Біллі Руссо із оригінальних коміксів. Як і у фільмі, він був понівечений Карателем і деякі сюжетні арки стосуються саме його пошуками повернути собі гарненьке обличчя.
Магінті — один із персонажів арки «Ірландська кухня».
Тіберій Булат та Крісту Булат — батько та син із кримінальної родини. У коміксах — вороги Карателя у сюжетній арці "Работорговці".
Готель «Бредстріт» — посилання на художника Тіма Бредстріта, який є автором обкладинок для МАКС-всесвіту.

## Телесеріали\Кіновсесвіт Marvel

### Шибайголова
Каратель (роль виконав Джонатан Едвард Бернтал) з'явився у 2 сезоні серіалу «Шибайголова», як супротивник головного героя. На початку, коли Френк самотужки знищує декілька бандитських угруповань, всі вважають, ніби у Нью-Йорку діє могутня кримінальна воєнізована організація. Звістка про те, що всі криваві діяння – справа рук однієї людини, приводять полісменів і тим паче бандитів до справжнього жаху. Шибайголова двічі вступає у протидію меснику, але обидва рази отримує поразки. Паралельно Метт Мердок із друзями намагаються з'ясувати, хто такий Каратель, та як він пов'язаний із прокурором Нью-Йорка Самантою Рейєс. Карен Пейдж з'ясовує, що Френк через бандитські розборки втратив сім’ю — дружину та двох дітей — і тепер почав справжнє полювання на членів банд, причетних до тієї бійні. Згодом герої дізнаються, що саме Рейєс організувала ту облаву у парку, щоб накрити великого торговця зброєю та наркотиками, відомого під псевдонімом Коваль (англ. — The Blacksmith) і родина Каслів була «втратою», не передбаченою планом. Касла, обвинуваченого у вбистві 30 чоловік після суду саджають за грати, де він зустрічається із Вілсоном Фіском, який після побаченого на власні очі «дару» Френка (коли той самотужки у жорстокій бійці убиває 13 чоловік), допомагає йому втекти. Френк добирається до Коваля, який взяв Карен у заручники, рятує її та убиває його, після чого усвідомлює і приймає своє справжнє призначення. Востаннє Френк з’являється у останньому епізоді, де допомагає Шибайголові у боротьбі із ніндзя з клану «Руки». Зі снайперської гвинтівки він убиває декількох солдатів, даючи головному герою вступити та завершити фінальний двобій із убивцею Нобу, після чого повертається додому, знаходить там диск із написом «МІКРО», підриває власний будинок та зникає.

### Каратель (телесеріал)
Сольний проект про Френка побачив світ двома роками пізніше. Роль антигероя знову зіграв Джон Бернтал.
У першому сезоні, який частково є продовженням історії, розказаної у «Шибайголові», Френк починає полювання на своє колишнє командування та у процесі дізнається, що його кращий друг Біллі Руссо був частиною операції, під час якої загинули близькі Касла. Заручившись підтримкою колишнього аналітика та параноїка Девіда Лібермана, агента АНБ Діни Мадані (з якою спочатку відносини доволі напружені) та свого товариша по зброї Кертіса Хойла, Каратель починає планомірно винищувати всіх, хто був пов’язаний не лише зі смертю його сім’ї, але і з таємними операціями в Афганістані, коли командування вивозило наркотики у трунах вбитих солдатів. У кінці сезону він зустрічається з Біллі у парку, де загинули Марія та діти, та у напруженому двобої сильно нівечить колишнього друга, від чого той впадає у кому. Перед цим Каратель дізнається, що Руссо був у курсі операції, під час якої мала загинути вся родина Каслів. Паралельно Френк рятує місто від божевільного підривника та нарешті приймає рішення бути тим, ким йому судилося.
Другий сезон, частково заснований на сюжетній арці «Работорговці», розповідає про знайомство Френка та дівчини Емі, чиїх друзів убили найманці під керівництвом загадкового Джона Пілігріма. Заступившись за дівчину в барі, Каратель переходить дорогу могутньому кримінальному синдикату, який, прикриваючись церквою, прагне до влади через вплив на сенатора США. Паралельно Біллі Руссо прийшов до тями, але у нього амнезія. З ним працює психотерапевт Кріста Дюмонт, яка поступово закохується у понівеченого ветерана війни і між ними розвиваються романтичні відносини. Через деякий час Руссо із колишніх ветеранів  збирає команду найманців. Разом вони починають вчиняти розбійні напади та грабежі. Це привертає увагу Карателя і він, побачивши, що Біллі повернувся, планує остаточно знищити його. У фіналі сезону Френк та Емі дістаються до керівників організації. Перед цим вігілант зустрічається із Пілігрімом і між чоловіками проходить чесний двобій, з якого знесилений Френк виходить переможцем. Попрощавшись із Емі, Каратель починає свою хресну ходу проти кримінальних елементів Нью-Йорка.